# Posidonia coriacea
Posidonia coriacea är en enhjärtbladig växtart som beskrevs av Cambridge och J.Kuo. Posidonia coriacea ingår i släktet Posidonia och familjen Posidoniaceae. IUCN kategoriserar arten globalt som livskraftig. Inga underarter finns listade.